# Gordon Ramsay's F Word
Gordon Ramsay's F Word (conosciuto anche come The F Word) è un programma del genere show culinario, presentato da Gordon Ramsay. Il programma copre una vasta gamma di argomenti, dalle ricette alla preparazione del cibo e mode alimentari. La colonna sonora per la serie è "The F-Word" dall'album dei Babybird "Bugged". Nel Regno Unito va in onda sull'emittente Channel 4, mentre in Italia viene trasmesso su Rai 5.
Le stagioni inglesi sono 5 e sono state trasmesse dal 2005 al 2009. Nel 2017 viene annunciato che il programma riprenderà con la versione americana sul canale Fox, sempre condotto da Ramsay.

## Segmento del programma
Ogni puntata ha uno scopo preciso, preparare 3 portate di cibo per 50 persone che sono ospiti del ristorante, i cuochi sono un gruppo di persone che cucinano assieme a Gordon Ramsay, e alla fine del programma viene deciso quanti ospiti hanno deciso di pagare e quanti no in base alla conta di ogni portata (entrée, portata, dessert). Il massimo è 100, (infatti entrée e dessert vengono serviti solo a 25 ospiti per ogni squadra).
Inoltre in mezzo al programma ci saranno dei "spin-off" dove Gordon Ramsay aiuterà le persone a cucinare o a migliorare le abilità culinarie, e cucinare sano se c'è poco tempo (per esempio se uno lavora tutto il giorno e deve pranzare o cenare "al volo"). Poi altri segmenti si concentrano su argomenti legati agli alimenti, quali cibi alternativi e mangiare sano. Infine, vi è una lunga serie dove verrà spiegato l'allevamento del bestiame o pollame che alla fine viene servito nel programma di The F Word. Inoltre in ogni puntata Gordon Ramsay sfiderà una celebrità diversa cucinando un piatto di portata e alla fine gli ospiti decidono il vincitore o la vincitrice.

## Lo show nel mondo
Lo show The F Word viene trasmesso in vari paesi del mondo:
- Film&Arts/i-Sat
- Trasmesso parzialmente da Nine Network è stato poi trasmesso da 7TWO dal 6 novembre 2009.[3]
- Trasmesso inizialmente da BBC Canada e simultaneamente da Food Network.[4]
- Trasmesso da Skai TV
- Trasmesso da TV3 Ireland.
- Trasmesso da Rai 5.
- Trasmesso da Dong-a TV col nome di "Cook-King".[5]
- Trasmesso da Kanal 5.
- Trasmesso da TV One.
- Trasmesso da BBC Lifestyle.
- Trasmesso da BBC America.
- Trasmesso da RTL 4.
- Trasmesso da Sic Radical.
- Trasmesso da TVA.

## Controversie

### Macellazione degli animali
- Nel penultimo episodio della prima stagione è filmata la macellazione di sei tacchini allevati nel giardino di Gordon Ramsay, scena preceduta da un avviso rispetto ai contenuti.
- Nella seconda stagione è stata filmata la macellazione di due maiali allevati durante la serie.[6]
- Gli agnelli che aveva Gordon Ramsay sono stati macellati al termine della terza stagione. Preceduti da avvisi prima dell'inizio del programma, non vi è stata censura durante il decesso e l'eviscerazione dell'animale.
- Nella quarta stagione, Ramsay ha ricevuto critiche per la caccia di pulcinelle di mare, e per aver mangiato come dolce il cuore crudo di due uccelli, tradizione locale in Islanda[7]. L'Ofcom ha ricevuto 42 denunce.

## DVD pubblicati

### Nord America
La BFS Entertainment ha pubblicato in DVD tutte le stagioni The F Word.
| Nome del DVD             | Numero episodi | Data di pubblicazione |
| ------------------------ | -------------- | --------------------- |
| The F Word - 1ª stagione | 9              | 17 febbraio 2009      |
| The F Word - 2ª stagione | 9              | 17 marzo 2009         |
| The F Word - 3ª stagione | 9              | 6 ottobre 2009        |
| The F Word - 4ª stagione | 12             | 20 aprile 2010        |

### Regno Unito
La IMC Vision ha pubblicato tutte le 4 stagioni di The F Word in DVD.
| Nome del DVD                  | Numero episodi | Data di pubblicazione |
| ----------------------------- | -------------- | --------------------- |
| The F Word - 1ª e 2ª stagione | 18             | 22 ottobre 2007       |
| The F Word - 3ª stagione      | 9              | 10 marzo 2008         |
| The F Word - 4ª stagione      | 12             | 27 ottobre 2008       |